# Marc Atili Serrà (triumvir)
Marc Atili Serrà (en llatí Marcus Atilius Serranus) va ser un magistrat romà. Era probablement el tercer fill de Gai Atili Serrà (pretor). Formava part de la gens Atília i era de la família dels Serrà.
Va ser un dels triumvirs (Triumviri coloniae deducendae) nomenats l'any 190 aC per establir als colons romans a les noves colònies de Piacenza i Cremona. Probablement és el mateix Marc Atili que va ser pretor el 174 aC i va obtenir la província de Sardenya.